# Coventry
Coventry ([ˈkɒvəntri]ⓘ) es una ciudad y municipio metropolitano del centro  de la isla de Gran Bretaña en el condado de las Tierras Medias Occidentales de la Región de las Tierras Medias Occidentales de Inglaterra en el Reino Unido. Es la ciudad inglesa más lejana del mar, estando a sólo 19 km (12 millas) al suroeste del centro geográfico del país en Leicestershire. Está situada a 153km al noroeste de Londres, a 30km al este de Birmingham, con una población en el año 2011 de 316.900 habitantes.

## Historia reciente

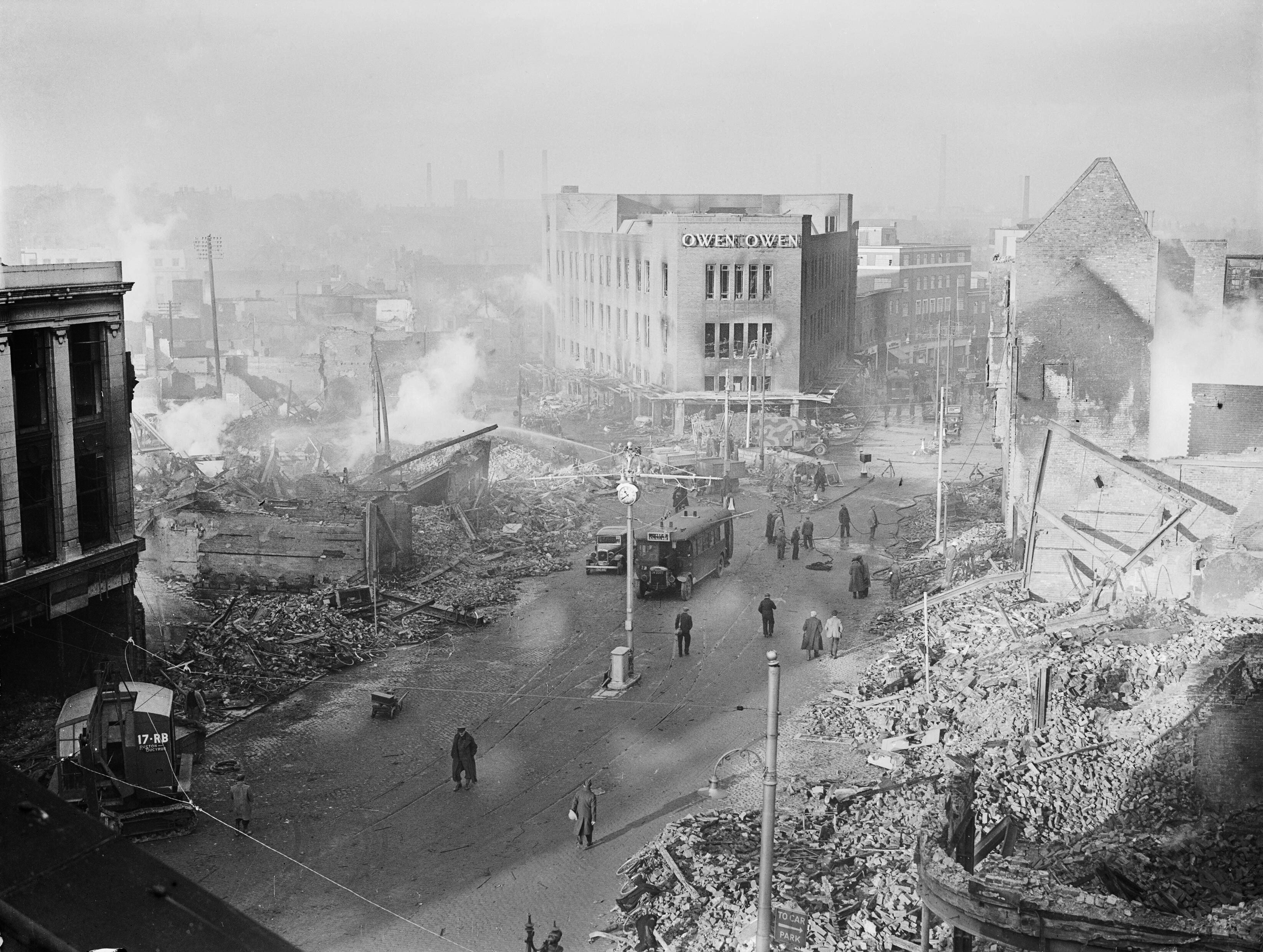
El centro de la ciudad después del bombardeo de la Luftwaffe.

Coventry fue una de las ciudades más bombardeadas por los alemanes en la Segunda Guerra Mundial, debido a su gran importancia industrial. Fue una de las mayores víctimas de la campaña de bombardeos alemanes conocida como Blitz. Al principio fueron bombardeos esporádicos.
Finalmente, cerca de 500 aviones bombarderos de la Luftwaffe atacaron Coventry el 14 de noviembre de 1940 (hecho conocido como el bombardeo de Coventry). La ciudad fue casi totalmente destruida. El ministro nazi de propaganda, Goebbels, llegó a proponer un nuevo término, «coventrizar», para referirse a esos bombardeos masivos.

También hubo bombardeos en Liverpool, Plymouth, Bristol y Southampton.

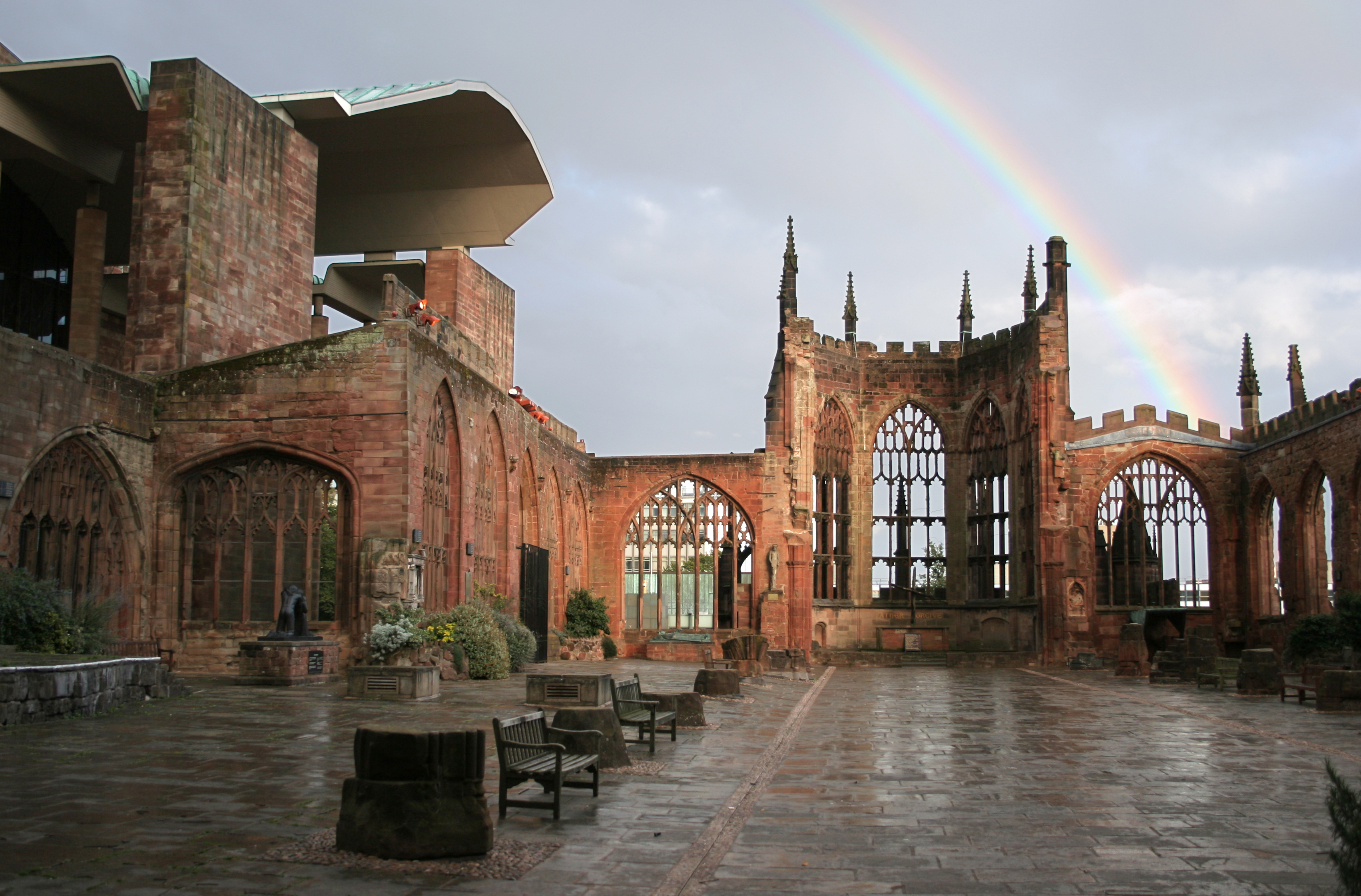
Ruinas de la catedral de Coventry.

La catedral de Coventry ha sido conservada tal cual quedó tras el bombardeo: no hay más que unos pilares y algunas de sus murallas. Junto a los restos del edificio se ha edificado una nueva catedral, a cuya inauguración, que tuvo lugar en 1962 y como símbolo de reconciliación, asistió el canciller alemán.
En 1955, la ciudad fue laureada con el Premio de Europa, una distinción otorgada anualmente desde 1955 por el Consejo de Europa a aquellos municipios que hayan hecho notables esfuerzos para promover el ideal de la unidad europea. Fue la primera ciudad distinguida con ese galardón.

## Símbolos
La Bandera de Coventry es una bandera comunitaria que proclama la identidad única de esta ciudad de Warwickshire y su gente. La bandera triunfó en un concurso organizado por BBC Coventry & Warwickshire y fue diseñada por Simon Wyatt. Lució con orgullo en 2021, cuando Coventry era la Ciudad de la Cultura del Reino Unido. La famosa heroína local, Lady Godiva, aparece montada en negro sobre un pálido blanco ancho. Ella representa la larga historia y los sólidos principios de Coventry, así como su vocación moderna como ciudad de paz. A cada lado de la figura, paneles de azul cielo evocan el "Coventry Blue", un tinte utilizado en la histórica industria textil local. Este es también el color del Coventry City Football Club.

## Clima
| Parámetros climáticos promedio de Coundon/Bablake 89m asl, 1971-2000, Extremes 1890- | Parámetros climáticos promedio de Coundon/Bablake 89m asl, 1971-2000, Extremes 1890- | Parámetros climáticos promedio de Coundon/Bablake 89m asl, 1971-2000, Extremes 1890- | Parámetros climáticos promedio de Coundon/Bablake 89m asl, 1971-2000, Extremes 1890- | Parámetros climáticos promedio de Coundon/Bablake 89m asl, 1971-2000, Extremes 1890- | Parámetros climáticos promedio de Coundon/Bablake 89m asl, 1971-2000, Extremes 1890- | Parámetros climáticos promedio de Coundon/Bablake 89m asl, 1971-2000, Extremes 1890- | Parámetros climáticos promedio de Coundon/Bablake 89m asl, 1971-2000, Extremes 1890- | Parámetros climáticos promedio de Coundon/Bablake 89m asl, 1971-2000, Extremes 1890- | Parámetros climáticos promedio de Coundon/Bablake 89m asl, 1971-2000, Extremes 1890- | Parámetros climáticos promedio de Coundon/Bablake 89m asl, 1971-2000, Extremes 1890- | Parámetros climáticos promedio de Coundon/Bablake 89m asl, 1971-2000, Extremes 1890- | Parámetros climáticos promedio de Coundon/Bablake 89m asl, 1971-2000, Extremes 1890- | Parámetros climáticos promedio de Coundon/Bablake 89m asl, 1971-2000, Extremes 1890- |
| Mes                                                                                  | Ene.                                                                                 | Feb.                                                                                 | Mar.                                                                                 | Abr.                                                                                 | May.                                                                                 | Jun.                                                                                 | Jul.                                                                                 | Ago.                                                                                 | Sep.                                                                                 | Oct.                                                                                 | Nov.                                                                                 | Dic.                                                                                 | Anual                                                                                |
| ------------------------------------------------------------------------------------ | ------------------------------------------------------------------------------------ | ------------------------------------------------------------------------------------ | ------------------------------------------------------------------------------------ | ------------------------------------------------------------------------------------ | ------------------------------------------------------------------------------------ | ------------------------------------------------------------------------------------ | ------------------------------------------------------------------------------------ | ------------------------------------------------------------------------------------ | ------------------------------------------------------------------------------------ | ------------------------------------------------------------------------------------ | ------------------------------------------------------------------------------------ | ------------------------------------------------------------------------------------ | ------------------------------------------------------------------------------------ |
| Temp. máx. abs. (°C)                                                                 | 14.4                                                                                 | 18.1                                                                                 | 24.0                                                                                 | 26.7                                                                                 | 30.9                                                                                 | 32.4                                                                                 | 34.4                                                                                 | 35.1                                                                                 | 34.2                                                                                 | 28.2                                                                                 | 20.6                                                                                 | 18.9                                                                                 | 35.1                                                                                 |
| Temp. máx. media (°C)                                                                | 6.9                                                                                  | 7.2                                                                                  | 9.9                                                                                  | 12.4                                                                                 | 16.2                                                                                 | 19.1                                                                                 | 21.8                                                                                 | 21.4                                                                                 | 18.1                                                                                 | 13.9                                                                                 | 9.7                                                                                  | 7.6                                                                                  | 13.7                                                                                 |
| Temp. mín. media (°C)                                                                | 1.4                                                                                  | 1.0                                                                                  | 2.9                                                                                  | 4.0                                                                                  | 7.0                                                                                  | 9.9                                                                                  | 12.2                                                                                 | 11.8                                                                                 | 9.7                                                                                  | 6.7                                                                                  | 3.7                                                                                  | 2.3                                                                                  | 6.1                                                                                  |
| Temp. mín. abs. (°C)                                                                 | -16.7                                                                                | −18.2                                                                                | −15.6                                                                                | −6.1                                                                                 | -5.0                                                                                 | -0.6                                                                                 | 3.4                                                                                  | 0.8                                                                                  | -1.1                                                                                 | -4.9                                                                                 | −8.9                                                                                 | −16.1                                                                                | −18.2                                                                                |
| Precipitación total (mm)                                                             | 61.2                                                                                 | 44.3                                                                                 | 50.6                                                                                 | 49.3                                                                                 | 50.8                                                                                 | 56.9                                                                                 | 49.5                                                                                 | 66.3                                                                                 | 59.0                                                                                 | 59.4                                                                                 | 58.0                                                                                 | 62.3                                                                                 | 667.6                                                                                |
| Horas de sol                                                                         | 55.1                                                                                 | 68.2                                                                                 | 100.3                                                                                | 138.1                                                                                | 193.6                                                                                | 176.5                                                                                | 200.1                                                                                | 186.6                                                                                | 135.9                                                                                | 103.7                                                                                | 66.9                                                                                 | 48.2                                                                                 | 1473.2                                                                               |
| Fuente: Bablake weather station                                                      |                                                                                      |                                                                                      |                                                                                      |                                                                                      |                                                                                      |                                                                                      |                                                                                      |                                                                                      |                                                                                      |                                                                                      |                                                                                      |                                                                                      |                                                                                      |

## Educación

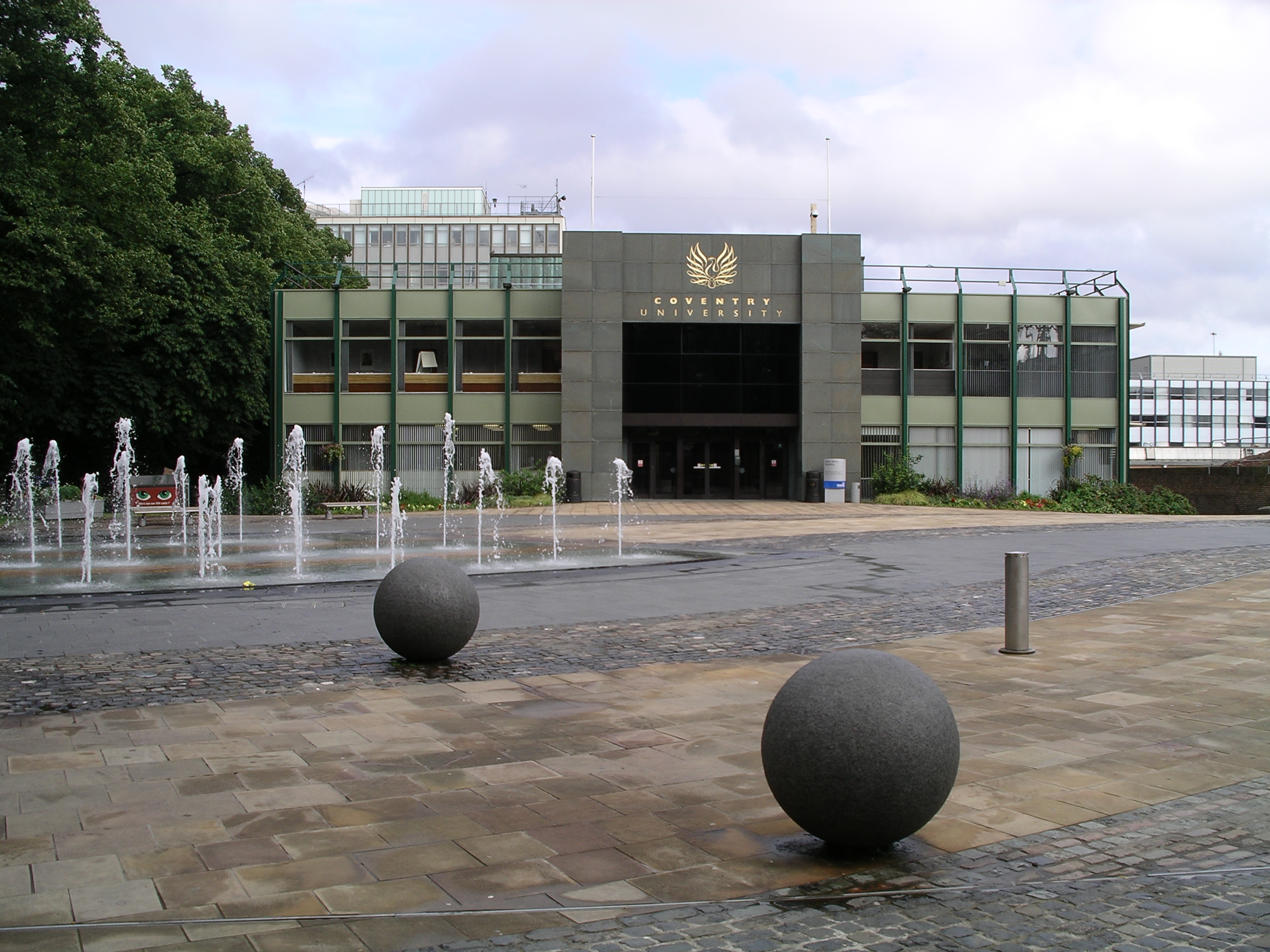
Edificio Alan Berry de la Universidad de Coventry

La ciudad cuenta con dos universidades, la Universidad de Coventry y la Universidad de Warwick

## Deportes
La ciudad es sede del club de fútbol Coventry City F.C., que hace de local en el estadio Ricoh Arena, y del equipo de fútbol americano Coventry Jets.
Jake Stewart es un ciclista profesional del equipo Groupama-FDJ y nació en esta ciudad.

## Industria
La empresa LTI (London Taxis International) se fabrica en Conventry los taxis negros de Londres (los "Hackney Carriages"). En la ciudad se encuentra también la sede de Jaguar.

## Cultura popular
Coventry es conocida por la leyenda de Lady Godiva, dama del siglo XI (esposa del conde de Chester y Mercia, el conde Leofric), que cabalgó desnuda por las calles de la ciudad en protesta por los abusivos impuestos que su marido exigía. Se dice que el épico enfrentamiento entre Boudica y Cayo Suetonio Paulino, que puso fin a la rebelión y a la misma Boudica, reina de los icenos, tuvo lugar cerca de Coventry.
En el cuento de ciencia ficción ¡Arrepiéntete, Arlequín!, dijo el señor Tic-tac, escrito por Harlan Ellison, el personaje de Everett Marm es enviado a un centro de torturas en la ciudad de Coventry.
En las películas de Disney Channel Twitches y Twitches Too, el reino mágico al que viajan las dos hermanas gemelas brujas se llama Coventry.

## Ciudades hermanadas
- Arnhem (Países Bajos)
- Belgrado (Serbia)
- Bolonia (Italia)
- Caen (Francia)
- Cork (Irlanda)
- Coventry (Connecticut) (Estados Unidos)
- Coventry (Nueva York) (Estados Unidos)
- Coventry (Rhode Island) (Estados Unidos)
- Dresde (Alemania)
- Dunaújváros (Hungría)
- Galaţi (Rumania)
- Graz (Austria)
- Kecskemét (Hungría)
- Kiel (Alemania)
- Jinan (China)
- Kingston (Jamaica)
- Lidice (República Checa)
- Ostrava (República Checa)
- Saint-Étienne (Francia)
- San Miguel de Tucumán (Argentina)
- Sarajevo (Bosnia y Herzegovina)
- Volgogrado (Rusia)
- Varsovia (Polonia)
- Windsor (Canadá)